# Steppomitra
Steppomitra es un género de musgos pertenecienter a la familia Funariaceae.  Comprende 2 especies descritas y  aceptadas.

## Taxonomía
El género fue descrito por Vondr. & Hadač y publicado en Bulletin de la Société des Amis des Sciences et des Lettres de Poznań, Série D, Sciences Bilogiques 6: 117. 1965[1966]. La especie tipo es: Steppomitra hadacii Vondr.

## Especies aceptadas
A continuación se brinda un listado de las especies del género Steppomitra aceptadas hasta junio de 2015, ordenadas alfabéticamente. Para cada una se indica el nombre binomial seguido del autor, abreviado según las convenciones y usos.
- Steppomitra hadacii Vondr.
- Steppomitra hungarica (Boros) Vondr.